# Урицький Семен Петрович
Семен Петрович Урицький (нар. 2 березня 1895, Черкаси — пом. 1 серпня 1938, Москва) — радянський військовий діяч, начальник розвідуправління РСЧА, комкор. Племінник Мойсея Урицького.

## Початок діяльності
Семен Урицький у 1910—1915 роках працював на аптекарському складі Епштейна в Одесі. У 1912 році вступив до РСДРП, більшовик. У 1915 році призваний до царської армії. Учасник Брав участь у боях першої світової війни у званні прапорщика.
В 1917 році Семен Урицький  став один з творців Червоної гвардії в Одесі. У Громадянську війну командир і комісар кавалерійських частин 3-ї армії, начальник штабу 58-ї дивізії, командир бригади особливого призначення Другої Кінної армії.

## Керівництво військовими одиницями
У 1920 році — начальник оперативного відділу Розвідувального управління Польового штабу РВСР. Учасник придушення Кронштадтського заколоту. З червня 1921 року — начальник Одеського укріпрайону. Семен Урицький  також закінчив Військову академію РСЧА.
У 1922—1924 роках нелегально працював у Німеччині, Франції та Чехословаччині. Його помічницею у Франції була діячка російської емігрантської літератури Олена Феррарі (капітан РСЧА О. Ф. Голубовська). З 1924 року він помічник начальника, начальник і комісар Московської інтернаціональної піхотної школи, яка готувала в тому числі кадри для радянської військової розвідки. З січня 1925 року — начальник і воєнком 13-ї Одеської піхотної школи, з листопада 1925 року — начальник і воєнком Московської піхотної школи імені М. Ю. Ашенбреннера. З квітня 1927 року — командир і комісар 20-ї стрілецької дивізії.
З січня 1929 року по квітень 1930 року Семен Урицький  обіймав посаду заступника начальника штабу Північно-Кавказького військового округу.
У 1929 році закінчив Курси удосконалення вищого начальницького складу при Військовій академії імені Фрунзе (КУВНАС). У грудні 1929 — квітні 1930 року керував діями групи військ при придушенні антирадянських виступів в Чечні та Інгушетії. У травні — листопаді 1930 року — командир і воєнком 8-го стрілецького корпусу, в листопаді 1930 — червні 1931 року — 6-го стрілецького корпусу.
З червня 1931 року Семен Урицький — начальник штабу Ленінградського військового округу. В 1932 році очолював військову делегацію, яка їздила до Німеччини, де він вів переговори про таємну підготовку німецьких танкістів і льотчиків на території СРСР. З серпня 1932 року — командир і воєнком 13-го стрілецького корпусу. У січня 1934 року обійняв посаду заступника начальника Управління механізації і моторизації (з листопада 1934 року — Автобронетанкової управління) РСЧА.
У квітні 1935 року очолив Розвідувальне управління РСЧА.
У червні 1937 року Семен Урицький був призначений заступником командувача військами Московського військового округу.

## Репресії та реабілітація
Заарештований 1 листопада 1937 року за звинуваченням в участі в антирадянській військовому змові і шпигунстві.
1 серпня 1938 року Військовою колегією Верховного суду СРСР засуджений за ст. 58-1б, 58-8 і 58-11 КК РРФСР до вищої міри покарання.
Ухвалою Військової колегії Верховного суду СРСР від 7 березня 1956 року реабілітований посмертно.

## Нагороди
Семен Урицький кавалер двох орденів Червоного Прапора (1920, 1921).